# Cork Athletic Football Club
El Cork Athletic Football Club fue un club de fútbol de Irlanda, con sede en Cork.

## Historia
Fue fundado en octubre de 1948 en la ciudad de Cork como el reemplazo del Cork United luego de que este club abandonara la liga y fuese liquidado. En su primera temporada de la Liga de Irlanda en 1948/49 terminó en noveno lugar.
En la siguiente temporada es campeón nacional por primera vez y llegó a la final de la Copa de Irlanda donde perdió ante el Transport FC. Al año siguiente alcanzó el doblete luego de ganar liga y la copa nacional por primera vez.
Dos años después fue campeón de la Copa de Irlanda por segunda ocasión venciendo en la final a Evergreen United, y fue el primer equipo de Cork en fichar veteranos procedentes de la Campeonato de Inglaterra fichando a Raich Carter del Sunderland AFC.
El club desapareció en 1957 por problemas financieros y fue remplazado por el Cork Hibernians FC.

## Palmarés

### Torneos nacionales
- Liga de Irlanda (2): 1949-50, 1950-51
- Copa de Irlanda (2): 1950-51, 1952-53

### Torneos locales
- Copa de Munster (3): 1950-51, 1952-53, 1954-55